# Hirsisaari (ö i Mellersta Finland, Jyväskylä)
Hirsisaari är en ö i Finland. Den ligger i sjön Hankavesi och i kommunen Hankasalmi i den ekonomiska regionen  Jyväskylä ekonomiska region  och landskapet Mellersta Finland, i den centrala delen av landet, 260 km norr om huvudstaden Helsingfors. Öns area är 3,9 hektar och dess största längd är 280 meter i öst-västlig riktning.